# 22988 Джимміхом
22988 Джимміхом (22988 Jimmyhom) — астероїд головного поясу, відкритий 4 листопада 1999 року.
Тіссеранів параметр щодо Юпітера — 3,510.